# Єйсон Моліна
Єйсон Моліна (ісп. Yeison Molina, нар. 25 січня 1996, Нікоя) — костариканський футболіст, захисник клубу «Гуанакастека» та національної збірної Коста-Рики. Виступав також за клуб «Хікараль».

## Клубна кар'єра
У професійному футболі Єйсон Моліна дебютував 2016 року виступами за команду «Хікараль», в якій грав до 2020 року. З 2020 року футболіст грає у складі клубу «Гуанакастека».

## Виступи за збірну
У 2024 році Єйсон Моліна дебютував у складі національної збірної Коста-Рики. У складі збірної був учасником розіграшу Кубка Америки 2024 року у США, проте на самому турнірі на поле не виходив. Станом на листопад 2024 року зіграв у складі збірної 1 матч, у якому забитими м'ячами не відзначився.